# Memoràndum
El memoràndum era tradicionalment un tipus de nota diplomàtica, de caràcter solemne. En l'evolució posterior, el memoràndum ha anat perdent el seu caràcter especial, per igualar-se als pro memòria. Encara avui es continua utilitzant per a qüestions més solemnes o importants o per a temes desenvolupats amb una major extensió o detall.